# Wereldkampioenschappen turnen 1907
De 3de Wereldkampioenschappen turnen werden in juni 1907 in Praag,  Bohemen, gehouden.

## Resultaten

### Mannen

#### All Round individueel
| Rang | Atleet          | Totaal  |
| ---- | --------------- | ------- |
| 1.   | Josef Čada      | 167.250 |
| 2.   | Jules Rolland   | 158.750 |
| 3.   | Frantisek Erben | 157.250 |

#### All Round team
| Rang | Team | Totaal  |
| ---- | --- | ------- |
| 1.   | Bohemen Josef Čada, Frantisek Erben, Bohumil Honzátko, Karel Sal, Josef Seidl, Karel Stary                | 951.250 |
| 2.   | Frankrijk Joseph Castiglioni, Georges Charmoille, Joseph Lux, Jules Rolland, Louis Segura, Francois Vidal | 923.000 |
| 3.   | België Herman Carsau, Louis de Winter, Paul Giesenfeld, Karel Lannie, Paul Mangin, Leo Pouwels            | 827.250 |

#### Rekstok
| Rang | Atleet              | Totaal |
| ---- | ------------------- | ------ |
| 1.   | Georges Charmoilles | 23.750 |
| 1.   | Frantisek Erben     | 23.750 |
| 3.   | Jules Rolland       | 23.500 |

#### Brug met gelijke leggers
| Rang | Atleet          | Totaal |
| ---- | --------------- | ------ |
| 1.   | Joseph Lux      | 21.750 |
| 2.   | Josef Čada      | 20.750 |
| 3.   | Louis Ségura    | 20.500 |
| 3.   | Frantisek Erben | 20.500 |

#### Paard met bogen
| Rang | Atleet          | Totaal |
| ---- | --------------- | ------ |
| 1.   | Frantisek Erben | 22.250 |
| 2.   | Jules Rolland   | 21.000 |
| 3.   | Karel Sal       | 20.750 |

## Medailletabel
| Plaats | Land      | Goud | Zilver | Brons | Totaal |
| 1      | Bohemen   | 4    | 1      | 3     | 8      |
| 3      | Frankrijk | 2    | 3      | 2     | 7      |
| 4      | België    | 0    | 0      | 1     | 1      |
| Totaal | Totaal    | 6    | 4      | 6     | 16     |

Note
Op officiële FIG documenten staan de medailles die behaald zijn door atleten van Bohemen als medailles voor Tsjecho-Slowakije.
1903 ·
1905 ·
1907 ·
1909 ·
1911 ·
1913 ·
1922 ·
1926 ·
1930 ·
1934 ·
1938 ·
1950 ·
1954 ·
1958 ·
1962 ·
1966 ·
1970 ·
1974 ·
1978 ·
1979 ·
1981 ·
1983 ·
1985 ·
1987 ·
1989 ·
1991 ·
1992 ·
1993 ·
1994 (individueel) ·
1994 (team) ·
1995 ·
1996 ·
1997 ·
1999 ·
2001 ·
2002 ·
2003 ·
2005 ·
2006 ·
2007 ·
2009 ·
2010 ·
2011 ·
2013 ·
2014 ·
2015 ·
2017 ·
2018 ·
2019 ·
2021 ·
2022 ·
2023